# Gregorio Maltzeff

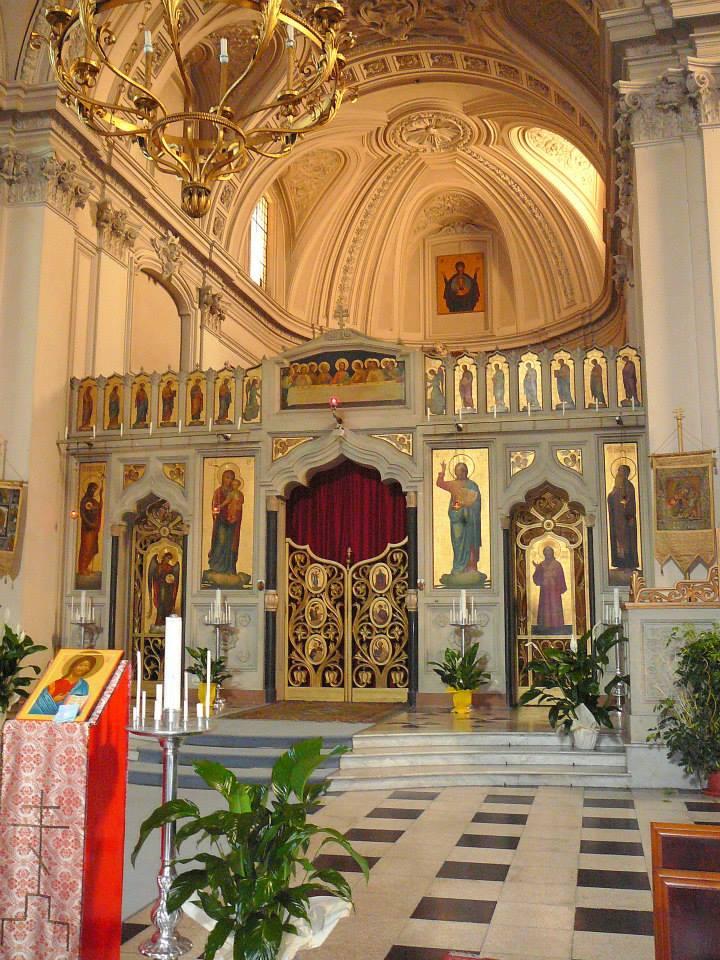
Iconostasi della chiesa di Sant'Antonio Abate all'Esquilino, (Seminario Pontificio del Russicum), a Roma

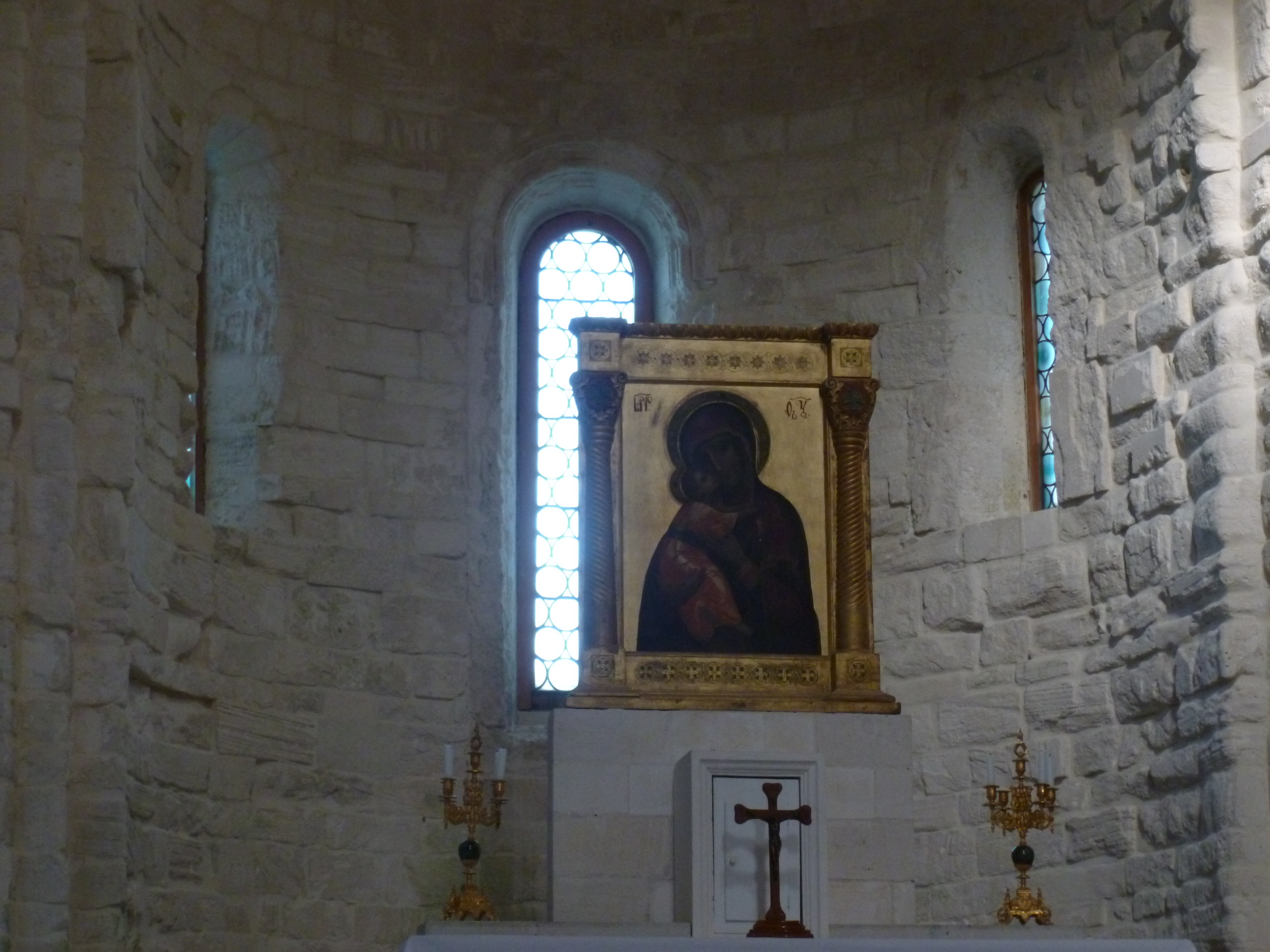
Portonovo di Ancona, chiesa di Santa Maria, Madonna di Vladimir di Gregorio Maltzeff

Gregorio Maltzeff (in russo Григорий Павлович Мальцев, "Grigorij Pavlovič Mal'cev") (Nižnij Novgorod, 27 novembre 1881 – Spoleto, 1953) è stato un pittore russo, dopo il 1914 attivo in Italia.

## Biografia
Gregorio Maltzeff detto il "Pittorusso"  entrò all'Accademia Fluviale di Nižnij Novgorod a soli 16 anni, come allievo ufficiale. All'inizio del XX secolo il corso si trasferì nella città di Astrachan' dove abitavano i suoi genitori, in attesa di prendere servizio presso la famiglia Nobel (fondatori dell'omonimo premio) proprietaria della più grande compagnia di navigazione del Volga. La sua innata abilità nel disegno venne subito notata dai suoi superiori, che lo presentarono ad Alfred Nobel, destinato a diventare il suo mentore.
Dopo due tentativi nel 1908 riuscì ad entrare all'Accademia Imperiale di Arte di San Pietroburgo; laureatosi nel 1913 si aggiudicherà  come premio il Prix de Rome, una vacanza studio a Roma nel (1914). Il primo conflitto mondiale nel 1915 e la successiva Rivoluzione d'ottobre del 1917 indussero Maltzeff, nonostante la sua voglia di tornare in Russia, a rimanere nella capitale italiana, ma l'Accademia, a causa del nuovo regime, gli sospenderà lo stipendio costringendolo a intraprendere la libera professione.
Comincia così, ad occuparsi di arte sacra. Nel 1921 viene in visita, nel suo studio, la Granduchessa Vittoria, sorella del deposto zar. Gli commissiona un'immagine sacra per la cappella della defunta sorella, in Gerusalemme. Cambia studio e residenza parecchie volte, e continua a lavorare su commissione. Nel 1925 espone al Palazzo delle Esposizioni a Roma, dove gli viene acquistato il quadro: 'Zattera sul Volga' dalla Galleria d'Arte di Piacenza. Lo stesso anno, gli viene commissionata la creazione della cappella orientale per il culto dei dottori orientali, dalla Casa Generalizia dei Gesuiti di Borgo Santo Spirito, sempre a Roma. Avendo acquistato un terreno edificabile a Rocca Priora, dipinge per le chiese della zona dei Castelli Romani: Grottaferrata, Frascati e la stessa Rocca Priora.
Nel 1930-31, il Vaticano gli commissiona di eseguire tutte le pitture per la chiesa di Sant'Antonio Abate all'Esquilino (Seminario Pontificio del Russicum) e, nel 1935, un'iconostasi per il Seminario estivo del Russicum sito all'isola d'Elba. Dall'isola d'Elba, il seminario viene trasferito a Roseto degli Abruzzi dove, nuovamente, viene richiamato per sistemarne la cappella. Poco dopo, papa Pio XI lo riceve in udienza privata. A Bari dipinge la Madonna 'Stella Maris' per il Santuario Cattolico dei Pescatori del Mondo, ed il ritratto del cardinale Pietro Fumasoni Biondi. Negli anni dal 1930 al 1940 esegue un'icona (la madonna di Vladimir) per la chiesa di Santa Maria di Portonovo, presso Ancona; questa icona suscitò nel 1980 l'ammirazione del grande regista russo Andrej Tarkovskij.
Negli stessi anni esegue, tra le altre cose, delle immagini sacre per la chiesa di Santa Maria Damascena di Malta per richiesta, unanime, della cittadinanza greco-maltese per i greco-cattolici. In seguito alla distruzione, causata dal secondo conflitto mondiale, viene ricostruita nel 1949 e, Maltzeff, viene richiamato per rifarne le pitture. Questa è l'ultima fatica terrena dell'artista. Morirà a Spoleto, in Umbria, nel 1953. Il pittore risulta deceduto a Castel Ritaldi, frazione Bruna e risulta sepolto in uno dei Cimiteri del comune di Castel Ritaldi.